# MittBayNot
MittBayNot ist der Titel und die Abkürzung für Mitteilungen des Bayerischen Notarvereins, der Notarkasse und der Landesnotarkammer Bayern. Herausgeber der 1864 begründeten juristischen Fachzeitschrift für Notare und notarspezifische Themen ist die Landesnotarkammer Bayern.
Das Internetangebot der Zeitschrift enthält allgemeine Informationen über Profil und Geschichte, Inhaltsverzeichnisse der Ausgaben des aktuellen Jahrgangs sowie die vollständigen Ausgaben der seit dem Jahr 2000 erschienenen Hefte und Sonderhefte.